# Álcincérfélék
Az álcincérfélék (Oedemeridae) a rovarok (Insecta) osztályában a bogarak (Coleoptera) rendjébe, azon belül a mindenevő bogarak (Polyphaga) alrendjébe tartozó család. Habitusuk kissé emlékeztet a cincérfélékre, innen ered magyar elnevezésük.

## Elterjedésük
Hozzávetőlegesen 100 nembe sorolt 1500 fajjal minden állatföldrajzi régióban előfordulnak. Európában 122, Közép-Európában kb. 30 kimutatott fajuk van.
Magyarországon 26 fajuk fordul elő.

## Megjelenésük, felépítésük
Az álcincérek gyengén kitiniált, nyújtott testű, közepes méretű (5–20 mm) bogarak; testalkatuk emlékeztet a cincérfélékre (virágokon gyakran közösen is fordulnak elő velük). Fejük a szemek mögött nem szűkül el, az előtorba sokszor behúzott. Több esetben megfigyelhető, hogy fejük előrefelé csőrszerűen megnyúlt. Szemeik kidudorodóak, elülső felük túlnyomórészt kimetszett. Rágóik felülről jól láthatóak, mivel a felső ajkuk azokat nem takarja el teljesen. 11 ízű csápjuk hosszú, fonalas. Előtoruk általában szív, a szárnyfedőknél keskenyebb, sokszor vannak rajta gödröcskék vagy kiemelkedések. Párhuzamos szélű szárnyfedőik a potrohot végig befedik, felületén sokszor figyelhetők meg bordák. Lábaik vékonyak (a hímek combja sokszor megvastagszik). Lábfejképletük 5-5-4, az első lábfejízük feltűnően hosszú.

## Életmódjuk
A kifejlett álcincérek nagy része pollenfogyasztó; ezeket főleg tavasszal lágyszárú növények (fészkesvirágzatúak, ernyősvirágzatúak), virágzó cserjék és fák (bodza, berkenye, kőris) virágzatán találhatjuk. A fajok másik része korhadó fákon, fakéreg alatt fordul elő.
Lárváik korhadó faanyagban, fák kérge alatt fejlődnek.

## Rendszerezés
Három alcsaládjukat különítik el:
Calopodinae (Costa, 1852)
Nacerdinae (Mulsant, 1858)
Oedemerinae (Latreille, 1810)
bizonytalan helyzetű nemek:
Sessinia (Pascoe, 1863)
Thelyphassa (Pascoe, 1876)

## Magyarországon előforduló fajok
CALOPODINAE (Costa, 1852)
Calopus (Fabricius, 1777)
Fűrészescsápú álcincér (Calopus serraticornis) (Linnaeus, 1758)
Sparedrus (Dejean, 1821)
Szőrös álcincér (Sparedrus testaceus) (Andersch, 1797)
NACERDINAE (Mulsant, 1858)
Chrysanthia (Schmidt, 1844)
Aranyos álcincér (Chrysanthia viridissima) (Linnaeus, 1758)
Feketecsápú álcincér (Chrysanthia geniculata) (W. Schmidt, 1846)
Anogcodes (Dejean, 1834)
Fogascombú álcincér (Anogcodes melanurus) (Fabricius, 1787)
Sárganyakú álcincér (Anogcodes ruficollis) (Fabricius, 1781) (=Nacerdes ruficollis)
Anogcodes rufiventris (Scopoli, 1763) (=Nacerdes rufiventris)
Anogcodes ustulata (Fabricius, 1787) (=Nacerdes ustulata)
Anogcodes fulvicollis (Scopoli, 1763)
Nacerdes (Dejean, 1834)
Karnióliai álcincér (Nacerdes carniolica) (Gistel, 1834)
OEDEMERINAE (Latreille, 1810)
Ischnomera (Stephens, 1832)
Vörösnyakú álcincér (Ischnomera sanguinicollis) (Fabricius, 1787)
Zöldeskék álcincér (Ischnomera caerulea) (Linnaeus, 1758) (=Ischnomera caerulea)
Szürkés álcincér (Ischnomera cinarescens) (Pandellé, 1867)
Ciánkék álcincér (Ischnomera cyanea) (Fabricius, 1787)
Oedemera Olivier, 1789
Pirostorkú álcincér (Oedemera croceicollis) (Gyllenhall, 1827)
Sárgahátú álcincér (Oedemera femorata) (Scopoli, 1763)
Sárgalábú álcincér (Oedemera flavipes) (Fabricius, 1792)
Oedemera lateralis (von Gebler, 1830)
Oedemera laticollis (Seidlitz, 1899)
Mezei álcincér (Oedemera lurida) (Marsham, 1802)
Székfű-álcincér (Oedemera podagrariae) (Linnaeus, 1767)
Oedemera subulata (Olivier, 1794)
Zöldes álcincér (Oedemera virescens) (Linnaeus, 1767)

## Képek

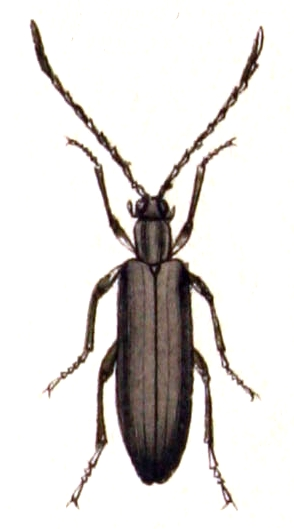
Fűrészescsápú álcincér (Calopodinae)
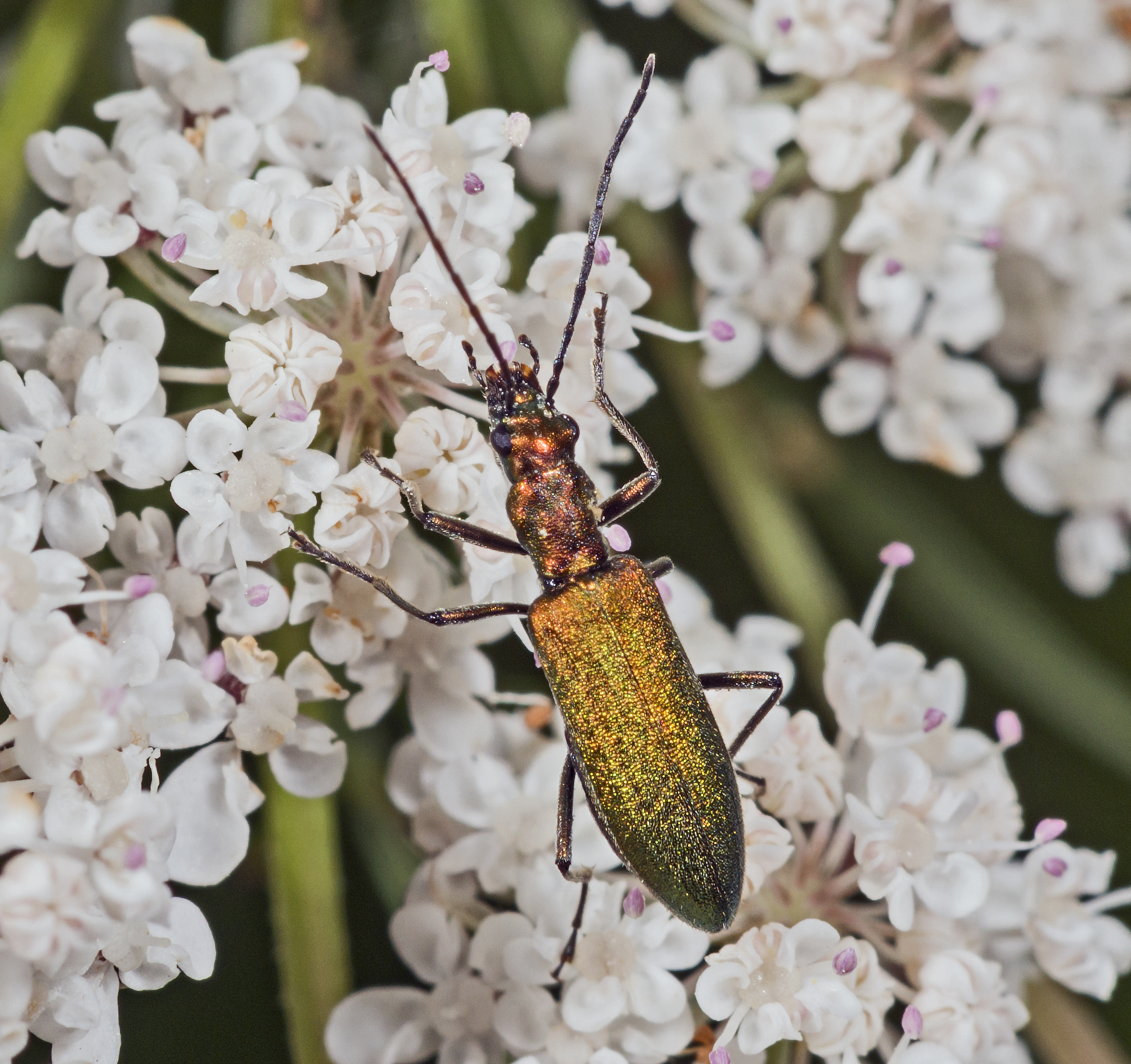
Aranyos álcincér (Nacerdinae)
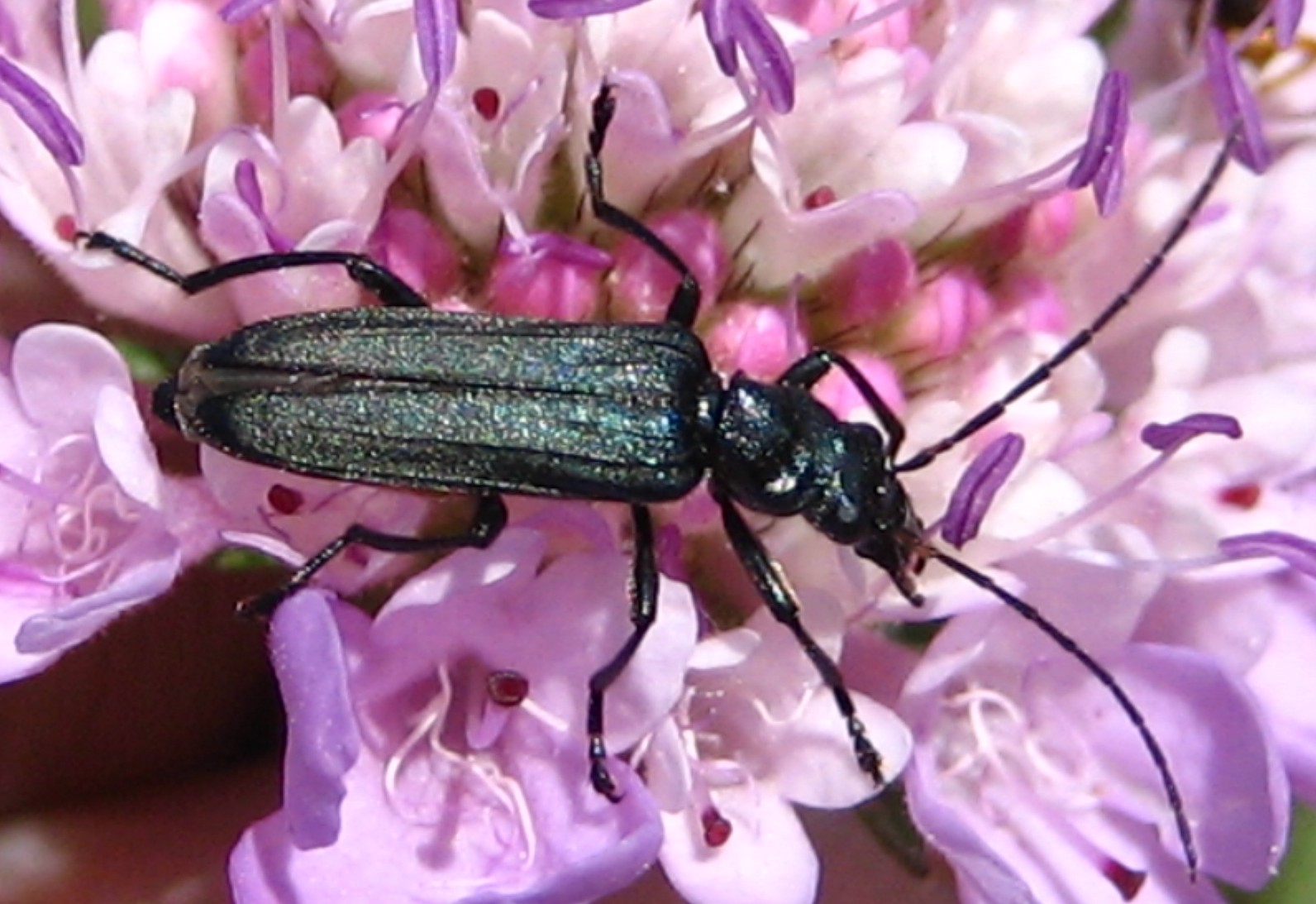
Oedemera lateralis (Oedemerinae)

## Fordítás
- Ez a szócikk részben vagy egészben  az   Oedemeridae című angol Wikipédia-szócikk fordításán alapul.  Az eredeti cikk szerkesztőit annak laptörténete sorolja fel. Ez a jelzés csupán a megfogalmazás eredetét és a szerzői jogokat jelzi, nem szolgál a cikkben szereplő információk forrásmegjelöléseként.